# I Believe in You (Dolly Parton)
I Believe in You è il quarantasettesimo album in studio della cantante statunitense Dolly Parton, pubblicato il 29 settembre 2017 dalla RCA Records.
Il disco, legato a un progetto benefico, è il primo album di musica per bambini dell'artista.

## Tracce
Tutte le tracce sono state scritte e composte da Dolly Parton.
1. I Believe in You – 2:00
2. Coat of Many Colors – 2:56
3. Together Forever – 2:26
4. I Am a Rainbow – 1:58
5. I'm Here – 2:27
6. A Friend Like You – 1:52
7. Imagination – 2:23
8. You Can Do It – 1:53
9. Responsibility – 1:54
10. You Gotta Be – 1:54
11. Makin' Fun Ain't Funny – 2:19
12. Chemo Hero – 2:09
13. Brave Little Soldier – 2:34
14. A Reading of "Coat of Many Colors" (bonus track) – 2:45